# Dobrica
Dobrica (ćir.: Добрица) je naselje u općini Alibunar u Južnobanatskom okrugu u Vojvodini.

## Stanovništvo
U naselju Dobrica živi 1.344 stanovnika, od toga 1.115 punoljetnih stanovnika, a prosječna starost stanovništva iznosi 45,2 godina (42,8 kod muškaraca i 47,7 kod žena). U naselju ima 494 domaćinstava, a prosječan broj članova po domaćinstvu je 2,72. Prema popisu iz 1991. godine u naselju je živjelo 1.621 stanovnik.
| Etnički sastav 2002. |            |        |
| Narod                | Stanovnika | %      |
| Srbi                 | 1.403      | 77,60% |
| Rumunji              | 177        | 13,16% |
| Mađari               | 81         | 6,02%  |
| Makedonci            | 9          | 0,66%  |
| Romi                 | 7          | 0,52%  |
| Hrvati               | 6          | 0,44%  |
| Jugoslaveni          | 3          | 0,22%  |
| Slovaci              | 2          | 0,14%  |
| nepoznato            | 5          | 0,37%  |

| broj stanovnika | 2666  | 2632  | 2617  | 2376  | 2006  | 1621  | 1344  |
|                 | 1948. | 1953. | 1961. | 1971. | 1981. | 1991. | 2001. |

## Vanjske poveznice
- Karte, udaljenosti i vremenska prognoza
- Satelitska snimka naselja  Arhivirana inačica izvorne stranice od 17. veljače 2021. (Wayback Machine)